# SP-483
A SP-483 é uma rodovia transversal do estado de São Paulo, administrada pelo Departamento de Estradas de Rodagem do Estado de São Paulo (DER-SP).

## Denominações
Recebe as seguintes denominações em seu trajeto:
Nome:	José Batista de Souza, Rodovia
- De - até:	SP-270 - Taciba
- Legislação:	LEI 8.448 DE 23/11/93

Nome:	José Jacinto de Medeiros, Rodovia
- De - até:	Taciba - USINA CAPIVARA (USINA HIDR. ESCOLA DE ENG. MACKENZIE)
- Legislação:	LEI 11.621 DE 07/01/2004

## Descrição
Principais pontos de passagem: SP 270 - Taciba

## Características

### Extensão
- Km Inicial: 0,000
- Km Final: 41,240

### Municípios atendidos
- Regente Feijó
- Taciba